# لوغرونيس
نادي ديبورتيفو لوغرونيس (بالإسبانية: Club Deportivo Logroñés, S.A.D.)‏ نادي كرة قدم إسباني يلعب في دوري الدرجة السادسة . تم تأسيس النادي في سنة 1940 .
كانت لهُ صولات وجولات في الاعوام 1990 وحتى عام 1996 ثم هبط  وعاد في موسم 1997/1998 ليهبط مرة اخرى ومنذُ يومها لم يعد لوغرونيس لبطولة اللاليغا وهبط في باقي الدوريات الى ان وصل للدرجة السادسة . 